# L'Homme de chevet
Pour plus de détails, voir Fiche technique et Distribution.
L'Homme de chevet est un film français réalisé par Alain Monne, sorti en 2009.
Alain Monne et Nathalie Vailloud en cosignent l'adaptation d'après le roman éponyme d'Éric Holder.

## Synopsis
En Colombie, Léo (Christophe Lambert) est un ancien champion de boxe qui entre au service de Muriel (Sophie Marceau), comme garde-malade. Muriel, riche française, tétraplégique à la suite d'un accident de voiture, clouée au lit, est assistée de Lucia qui est amoureuse de sa patronne. Léo, alcoolique, n'a pas vraiment laissé tomber la boxe : dans le gymnase de Valdès, ils décident d'entraîner deux jeunes femmes, Lina et Miranda, et parient 5 000 $ sur l'avenir sportif de leurs deux recrues. Léo s'occupe de Lina, prostituée sans réelle attache, et Valdès, de Miranda. Petit à petit, des sentiments naissent entre Muriel et Léo et entre Lina et Léo.

## Fiche technique
Sauf indication contraire, les informations mentionnées dans cette section peuvent être confirmées par la base de données cinématographiques IMDb,  présente dans la section « Liens externes ».
- Titre original : L'Homme de chevet
- Réalisation : Alain Monne
- Scénario : Alain Monne et Nathalie Vailloud, d'après l'œuvre de Éric Holder
- Musique : Florencia Di Concilio
- Direction artistique : Yann Mégard
- Décors : Yann Mégard
- Costumes : Marine Chauveau
- Photographie : Antoine Roch
- Son : François Groult, Corinne Rozenberg, Cesar Salazar
- Montage : Catherine Schwartz
- Production : Christine Gozlan, Pierre Forette et Thierry Wong
  - Production déléguée : David Poirot-Gozlan et Murielle Thierrin
  - Coproduction : Rodolphe Guglielmi, Sylvain Jouannet, Fryderyk Ovcaric et Teddy Percherancier
  - Assistante de production : Delphine Louradour
- Sociétés de production[1] : Cine Nomine, Thelma Films et Arte France Cinéma, avec la participation de Canal+, CinéCinéma et Arte, en association avec Coficup 2, Coficup 3, Banque Populaire Images 9 et Cofimage 20, avec la participation de BR Group, avec le soutien du CNC, la Fondation Gan pour le cinéma, la Société des Producteurs de Cinéma et de Télévision (Procirep) et Angoa-Agicoa
- Sociétés de distribution[2] : Rezo Films (France) ; Axia Films Inc. (Québec)
- Budget : 3,11 millions d’ €[3]
- Pays de production :  France
- Langues originales : français, espagnol
- Format[4] : couleur - 35 mm - 2,35:1 (Cinémascope) - son Dolby Digital
- Genre : drame, romance
- Durée : 93 minutes[2]
- Dates de sortie[5] :
  - France : 18 novembre 2009
  - Québec : 9 avril 2010[6]
- Classification :
  - France : tous publics[7]
  - Québec : tous publics (G - General Rating)[6]

## Distribution
Sauf indication contraire, les informations mentionnées dans cette section peuvent être confirmées par la base de données cinématographiques IMDb,  présente dans la section « Liens externes ».
- Sophie Marceau : Muriel
- Christophe Lambert : Léo
- Margarita Rosa de Francisco (en) : Lucia
- Rodolpho De Souza : Valdès
- Linnett Hernandez Valdes : Lina
- Salvatore Basile (es) : le kinésithérapeute
- Anibal Gonzalez Parra : l'ami de Léo
- Johenn Paola Gonzalez Forero : Miranda
- Elizabeth del Carmen Bonilla Isaza : l'infirmière remplaçante
- Yamile Cardenas Moreno : fille blonde coup de poing
- Hancel Gonzalez Forero : l'enfant rêve
- Diogenes Guerra Miranda : écrivain public
- Julian Iragorri : homme bagarre
- Alberto Thiele Cenzato : homme bagarre
- Juliana Morales Uribe : une fille blonde
- Angelica Vargas : une fille blonde
- Nelson Pallares Narvaez : l'enfant crocodiles
- Eparkio Vega : le vendeur de livres

## Production

### Tournage
- Le tournage s'est déroulé dans la ville de Carthagène en Colombie[réf. souhaitée].

## Accueil

### Box-office
- Box-office France : 250 000 entrées[réf. souhaitée].

## Distinctions
Entre 2006 et 2010, L'Homme de chevet a été sélectionné 11 fois dans diverses catégories et a remporté 5 récompenses.

### Récompenses
- Fondation Gan pour le cinéma 2006 : Prix Fondation Gan du meilleur scénario pour Alain Monne[9].
- Grand prix du meilleur scénariste 2007 : Prix Sopadin du meilleur scénariste pour Alain Monne.
- De la page à l'image - Festival du film du Croisic 2009 : Coup de cœur du Public.
- Festival du film francophone d'Angoulême 2009 : Valois du Public pour Alain Monne[9].
- Festival du Film de Cabourg - Journées romantiques 2010 : Prix spéciaux - Coup de cœur pour Christopher Lambert.

### Nominations
- De la page à l'image - Festival du film du Croisic 2009 :
  - Hublot d'Or de la meilleure adaptation,
  - Prix Jeune Public de la meilleure adaptation.
- Brutus du cinéma 2010
  - Meilleur film pour Alain Monne,
  - Meilleure actrice pour Sophie Marceau,
  - Meilleur acteur pour Christopher Lambert.

### Sélections
- Festival du film francophone d'Angoulême 2009 : film en compétition.